# Taifa di Melilla

Melilla

La Taifa di Melilla era un regno Andaluso Islamico taifa nel Medioevo, a Melilla, città autonoma spagnola situata sulla costa orientale del Marocco, nell'Africa del Nord e nelle aree circostanti, in parte appartenenti all'attuale Marocco, tra il 1030 e il 1079, quando fu occupato dagli Almoravidi.

## Storia
Melilla, come riporta la Muslim Spain and Portugal: A Political History of al-Andalus venne conquistata e annessa ad al-Andalus, nel 927, dall'emiro e poi califfo, Abd al-Rahman III.
Durante la guerra civile di al-Andalus, riportata dallo storico Rafael Altamira, secondo il Rīf al-Magrib y al-Andalus un discendente dell'omayyade al Hakam, Abd al-Aziz, nel 1030, si rese indipendente dal Califfato di Cordova, creando la taifa.
Non si hanno notizie sulla durata del regno di Abd al-Aziz, ma sempre il Rīf al-Magrib y al-Andalus riporta che la taifa, tra il 1063 ed il 1067, fu governata da Muhammad II Ibn Idris, che era stato re dei Taifa di Malaga; anche La web de las biografias riporta che lasciata Malaga, Muhammad II si rifugiò in Almeria e verso il 1064 a Melilla, dopo essere stato cacciato dalla Taifa di Málaga, nel 1057, secondo la History Of The Mohammedan Dynasties In Spain Vol II, da Badis ibn Habus, emiro della Taifa di Granada, della dinastia degli Ziridi, come conferma anche la Muslim Spain and Portugal: A Political History of al-Andalus.
Non si conosce la data esatta della morte di Muhammad II, ma nel 1079 la taifa fu occupata e annessa all'Impero Almoravide.

### Fonti primarie
- (EN)  The History Of The Mohammedan Dynasties In Spain Vol II
- (EN)  Muslim Spain and Portugal: A Political History of al-Andalus

### Letteratura storiografica
- Rafael Altamira, "Il califfato occidentale", in: «Storia del mondo medievale», Cambridge History of Middle Age, vol. II, 1999, pp. 477–515.]
- La recomquista
- (ES)  Rīf al-Magrib y al-Andalus